# Projekt Pegasus (Hvězdná brána)
Projekt Pegasus (v anglickém originále The Pegasus Project) je třetí epizoda 10. řady americko-kanadského sci-fi Hvězdná brána.

## Děj
V této epizodě putuje Odyssea do galaxie Pegasus, aby přivedla tým SG-1 na Atlantis, kde Daniel Jackson hledá v antické databázi planetu, na které Merlin ukryl zbraň schopnou zničit povznesené bytosti. Samanta Carterová s Rodney McKayem plánují zablokování Orijské superbrány pomocí silného výboje z brány umístěné v Pegasu poblíž černé díry do sekundární brány umístěné přímo na superbráně v Mléčné dráze, kde aktivitu superbrány sleduje Teal'c. Dostatečně silný výboj na straně v Pegasu by totiž přesměroval otevřenou červí díru mezi branami na superbránu, což by zabránilo Oriům aktivovat superbránu z jejich galaxie.
Daniel Jackson s Valou přes hologram získají adresy dvou planet o kterých se zmiňuje Merlin ve svém archivu. Danielovi je značně podezřelé, že tyto informace získal tak snadno a ukáže se, že se nejedná o hologram ale o zhmotnění povznesené antičky jménem Morgan. Daniel se ji tedy snaží přesvědčit o tom, aby antikové pomohli lidem v boji proti Oriům a na chvíli zapomněli na svá pravidla o nezasahování, protože až Oriové zničí všechny nevěřící jejich dalším cílem budou povznesení antikové. Když už se zdá, že Daniel Morgan přesvědčil a ta se mu chystá sdělit další informace ostatní povznesení ji zastaví. Je tedy jasné, že antikové již lidem nepomohou.
Jaderný výbuch, kterým chtěli Rodney McKay s Carterovou přesměrovat červí díru, přiláká Wraithy, kteří s jednou lodí na Odyseu zaútočí. Díky černé díře, jež blokuje wraitskou technologii, dokáže Sam přenést asgardskou technologií jadernou hlavici na nepřátelskou loď. Následný výbuch loď Wraithů zničí a aktivuje superbránu. Teal'c byl mezitím schopen nalákat orijskou loď nad superbránu. Horizont událostí (otevření superbrány) pronikne štíty lodě, která exploduje.